# Duitse Munt

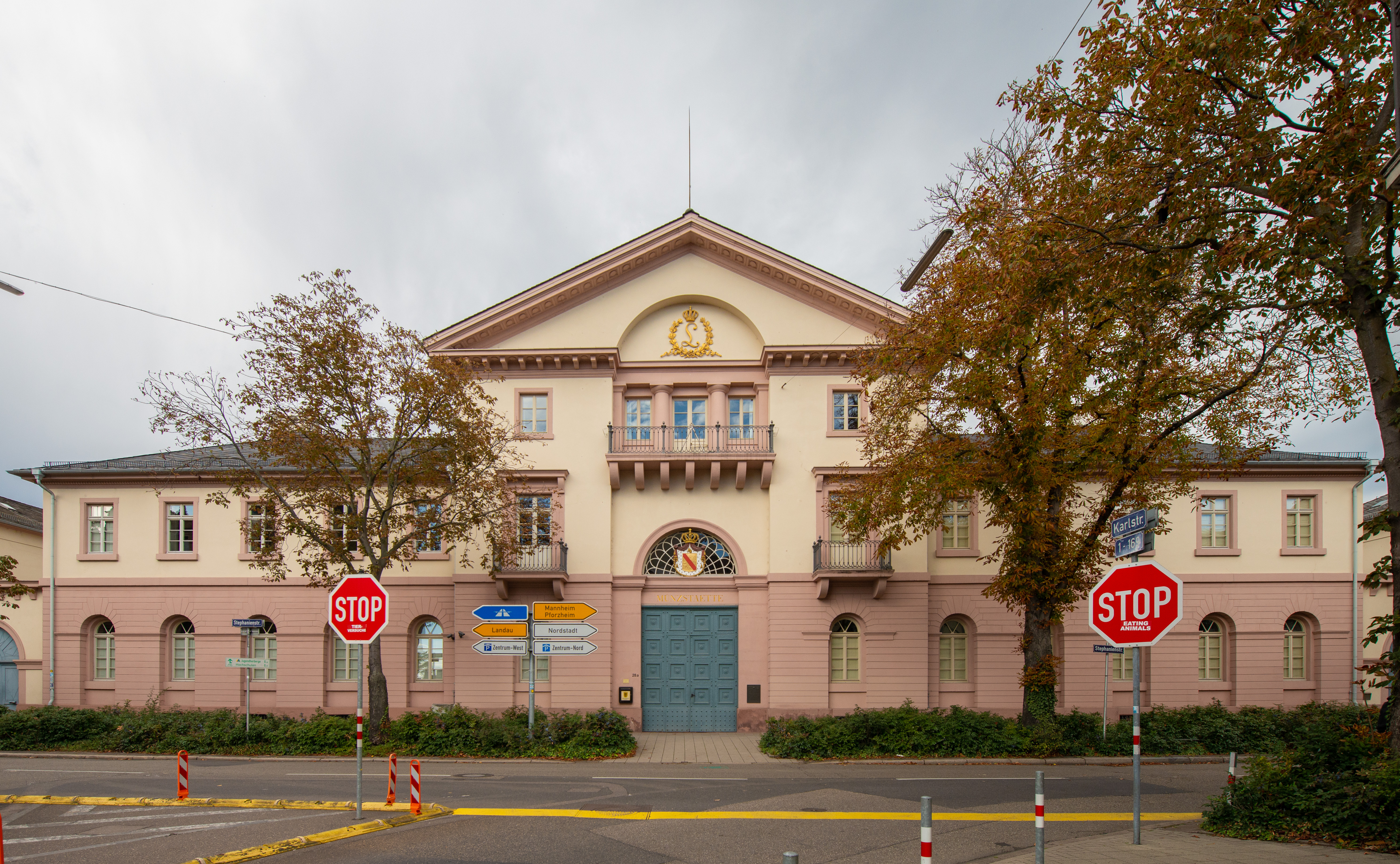
Staatliche Münze Karlsruhe

De Duitse Munt slaat op de vijf verschillende plekken in Duitsland waar de Duitse munten worden geslagen. Sinds 1871 heeft het Duitse Rijk het muntrecht. De muntslagplek wordt op Duitse munten aangegeven met een letter (A, J, G, D, F). De munten van de Duitse mark werden geslagen in de verschillende Munten, en nu de Duitse euromunten.
- Staatliche Münze Berlin in Berlijn (A) (gesticht 1280)
- Hamburgische Münze (J) in Hamburg (gesticht 834)
- Staatliche Münze Karlsruhe in Karlsruhe (G) (gesticht 1827)
- Bayerisches Hauptmünzamt in München (D) (gesticht 1158)
- Staatliche Münze Stuttgart in Stuttgart (F) (gesticht 1374)